# Copa Italia 2017-18
La Copa Italia 2017–18 (en italiano: Coppa Italia y oficialmente: TIM Cup, por razones de patrocinio) fue la 71.ª edición del torneo. Inició el 29 de julio de 2017 y finalizó el 9 de mayo de 2018.
El defensor del título es la Juventus, que en la pasada edición ganó el torneo por tercer año consecutivo, estableciendo así un récord nunca logrado por algún equipo italiano.

## Sistema de juego
En el sistema de juego participan 78 equipos (20 de Serie A, 22 de Serie B, 27 de Serie C y 9 de Serie D), al igual que en las nueve ediciones anteriores.
La competición es totalmente a eliminación directa. Con la excepción de las semifinales, todas las rondas se juegan a partido único, y en estos existe la posibilidad de tiempo extra y tanda de penaltis, para definir los encuentros si es necesario. Las semifinales se juegan a doble partido (encuentros de ida y vuelta), con el mecanismo de las Copas de Europa, es decir, en el caso de empate después de 180 minutos avanza el equipo que anotó el mayor número de goles en los dos partidos; si igualan en el número de goles marcados, entonces se define por el que haya marcado el mayor número de goles fuera de casa. Sí también existe igualdad en los goles marcados fuera de casa se procede con el tiempo extra y si persiste el empate se definirá por penales.
|                                         | Equipos que entran en esta ronda | Equipos clasificados de la ronda anterior        |
| --------------------------------------- | --- | ------------------------------------------------ |
| Primera ronda eliminatoria (36 equipos) | - 27 equipos de la Serie C con número 43-69 - 4 equipos descendidos del Serie B 2016-17 - 7 equipos del Grupo A de la Lega Pro 2016-17 (del 2º al 8º puesto) - 7 equipos del Grupo B de la Lega Pro 2016-17 (del 3º al 9º puesto) - 7 equipos del Grupo C de la Lega Pro 2016-17 (del 2º al 8º puesto) - 2 equipos del Copa Italia Lega Pro 2016-17 (2 finalistas) - 9 equipos de la Serie D con número 70-78 - Segundo clasificado de cada grupo de la Serie D 2016-17 |                                                  |
| Segunda ronda eliminatoria (40 equipos) | - 22 equipos de la Serie B con número 21-42 - 3 equipos descendidos da la Serie A 2016-17 - 15 equipos de la Serie B 2016-17 (del 5º al 18º puesto + perdedor play-off) - 4 equipos ascendidos de la Lega Pro 2016-17 | - 18 vencedores de la primera ronda eliminatoria |
| Tercera ronda eliminatoria (32 equipos) | - 12 equipos de Serie A con número 9-20 - 9 equipos de la Serie A 2016-17 (del 9º al 17º puesto) - 3 equipos ascendidos de la Serie B 2016-17 | - 20 vencedores de la segunda ronda eliminatoria |
| Cuarta ronda (16 equipos)               | | - 16 vencedores del tercera ronda eliminatoria   |
| Fase final (16 equipos)                 | - 8 equipos de la Serie A con número 1-8 - 8 equipos de la Serie A 2016-17 (del 1º al 8º puesto) | - 8 vencedores de la cuarta ronda                |

## Equipos participantes

### Primera ronda eliminatoria
| Liga | Grupo       | Club                       | Temporada 2016-17 | Liga    | Grupo | Club                          | Temporada 2016-17 |
| --- | ----------- | -------------------------- | ----------------- | ------- | ----- | ----------------------------- | ----------------- |
| |             |                            |                   | Serie C | A     | U.S. Alessandria 1912         | 2°                |
| A.S. Livorno | 3°          |                            |                   | Serie C | A     |                               |                   |
| U.S. Arezzo | 4°          |                            |                   | Serie C | A     |                               |                   |
| A.S. Giana Erminio | 5°          |                            |                   | Serie C | A     |                               |                   |
| Piacenza 1919 | 6°          |                            |                   | Serie C | A     |                               |                   |
| Serie D | A           | Varese S.S.D.              | 2°                | Serie C | A     | A.S. Lucchese Libertas 1905 5 | 9°                |
| Serie D | B           | Ciliverghe Mazzano         | 2°                | Serie C | A     | A.C. Renate 6                 | 10°               |
| Serie D | C           | S.S.D. U.S. Triestina 1918 | 2°                | Serie C | A     | A.S. Pro Piacenza 1919 7      | 11°               |
| Serie D | D           | Imolese 1919 S.S.D.        | 2°                | Serie C | B     | Pordenone                     | 3°                |
| Serie D | E           | S.S.D. Massese             | 2°                | Serie C | B     | Padova                        | 4°                |
| Serie D | F           | Matelica                   | 2°                | Serie C | B     | A.C. Reggiana 1919            | 5°                |
| Serie D | G           | Nuova Monterosi            | 2°                | Serie C | B     | A.S. Gubbio 1910              | 6°                |
| Serie D | H           | A.S.D. Trastevere          | 2°                | Serie C | B     | S.S. Sambenedettese           | 7°                |
| Serie D | I           | A.S.D. S.S. Rende          | 2°                | Serie C | B     | Feralpisalò                   | 8°                |
| Serie B | Descendidos | Trapani                    | 19°               | Serie C | B     | U.C. AlbinoLeffe              | 9°                |
| Serie B | Descendidos | Vicenza                    | 20°               | Serie C | B     | Bassano Virtus 55 S.T.1       | 10°               |
| Serie B | Descendidos | U.S. Latina 4              | 21°               | Serie C | C     | U.S. Lecce                    | 2°                |
| Serie B | Descendidos | A.C. Pisa 1909             | 22°               | Serie C | C     | S.S. Matera 2                 | 3°                |
| |             |                            |                   | Serie C | C     | S.S. Juve Stabia              | 4°                |
| Virtus Francavilla | 5°          |                            |                   | Serie C | C     |                               |                   |
| Siracusa | 6°          |                            |                   | Serie C | C     |                               |                   |
| Cosenza | 7°          |                            |                   | Serie C | C     |                               |                   |
| Paganese | 8°          |                            |                   | Serie C | C     |                               |                   |
| Casertana F.C.3 | 9°          |                            |                   | Serie C | C     |                               |                   |
| Nota: - 1 Bassano Virtus, tomó el puesto del Venezia, el cual fue campeón de la Copa Italia Lega Pro 2016-17, además, ascendió a la Serie B. - 2 Matera, Subcampeón de la Copa Italia Lega Pro 2016-17. - 3 Casertana, tomó el puesto del Matera. - 4 Latina, al finalizar la temporada el equipo se declaró en quiebra, por tanto, no se puede inscribir en ningún campeonato. - 5 Lucchese Libertas, tomó el puesto del Como F.C. (7° en Grupo A, Lega Pro 2016-17), el cual quedó excluido del campeonato debido a que no logró cumplir con algunos trámites necesarios para exigir la re-afiliación a la FIGC para el 28 de junio de 2017 y, por tanto, se denegó la solicitud para la asignación del título deportivo de la antigua sociedad (Calcio Como S.r.l.) que durante la temporada anterior se había declarado en quiebra.. - 6 Renate, tomó el puesto del Latina. - 7 Pro Pacienza, tomó el puesto del A.S. Viterbese Castrense, el cual renunció a participar en la competición. |             |                            |                   |         |       |                               |                   |

### Segunda ronda eliminatoria
| Liga              | Grupo       | Club                 | Temporada 2016-17 | Liga    | Club                     | Temporada 2016-17 |
| ----------------- | ----------- | -------------------- | ----------------- | ------- | ------------------------ | ----------------- |
|                   |             |                      |                   | Serie B | Frosinone                | 3°                |
| Perugia           | 4°          |                      |                   | Serie B |                          |                   |
| A.S. Cittadella   | 6°          |                      |                   | Serie B |                          |                   |
| Carpi F.C. 1909   | 7°          |                      |                   | Serie B |                          |                   |
| Serie C           | Grupo A     | U.S. Cremonese       | 1°                | Serie B | Spezia                   | 8°                |
| Serie C           | Grupo B     | Foggia               | 1°                | Serie B | Novara                   | 9°                |
| Serie C           | Grupo B     | Parma 1913           | 2° (Play-Offs)    | Serie B | U.S. Salernitana 1919    | 10°               |
| Serie C           | Grupo C     | Venezia F.C.         | 1°                | Serie B | Virtus Entella           | 11°               |
| Serie A           | Descendidos | Empoli F.C.          | 18°               | Serie B | F.C. Bari 1908           | 12°               |
| Serie A           | Descendidos | U.S.C. Palermo       | 19°               | Serie B | A.C. Cesena              | 13°               |
| Serie A           | Descendidos | Delfino Pescara 1936 | 20°               | Serie B | Brescia                  | 14°               |
|                   |             |                      |                   | Serie B | Ascoli Picchio F.C. 1898 | 15°               |
| F.C. Pro Vercelli | 16°         |                      |                   | Serie B |                          |                   |
| U.S. Avellino     | 17°         |                      |                   | Serie B |                          |                   |
| Ternana           | 18°         |                      |                   | Serie B |                          |                   |

### Tercera ronda eliminatoria
| Liga           | Grupo      | Club               | Temporada 2016-17 | Liga    | Club              | Temporada 2016-17 |
| -------------- | ---------- | ------------------ | ----------------- | ------- | ----------------- | ----------------- |
|                |            |                    |                   | Serie A | Torino F.C.       | 9°                |
| U.C. Sampdoria | 10°        |                    |                   | Serie A |                   |                   |
| Cagliari       | 11°        |                    |                   | Serie A |                   |                   |
| Serie B        | Ascendidos | S.P.A.L. 2013      | 1°                | Serie A | U.S. Sassuolo     | 12°               |
| Serie B        | Ascendidos | Hellas Verona F.C. | 2°                | Serie A | Udinese           | 13°               |
| Serie B        | Ascendidos | Benevento          | 5° (Play-Offs)    | Serie A | A.C. ChievoVerona | 14°               |
|                |            |                    |                   | Serie A | Bologna F.C. 1909 | 15°               |
| Genoa C.F.C.   | 16°        |                    |                   | Serie A |                   |                   |
| F.C. Crotone   | 17°        |                    |                   | Serie A |                   |                   |

### Octavos de final
| Liga    | Club            | Temporada 2016-17 | Club                       | Temporada 2016-17 |
| ------- | --------------- | ----------------- | -------------------------- | ----------------- |
| Serie A | Juventus F.C.   | 1°                | S.S. Lazio                 | 5°                |
| Serie A | A.S. Roma       | 2°                | A.C. Milan                 | 6°                |
| Serie A | S. S. C. Napoli | 3°                | F.C. Internazionale Milano | 7°                |
| Serie A | Atalanta B.C.   | 4°                | A.C.F. Fiorentina          | 8°                |

## Juegos
- Los horarios corresponden al huso horario de Italia (Hora central europea): UTC+1 en horario estándar y UTC+2 en horario de verano

### Ronda eliminatoria
Los horarios corresponden al huso horario de Italia (Hora central europea): UTC+1 en horario estándar y UTC+2 en horario de verano. A su vez las fechas en que se realizaran los partidos de la ronda eliminatoria estarán comprendidas entre los meses de julio a noviembre de 2017.

#### Primera ronda
| Local              | Resultado    | Visitante          | Fecha       | Hora  |
| ------------------ | ------------ | ------------------ | ----------- | ----- |
| Arezzo             | 0:1          | Triestina          | 29 de julio | 18:00 |
| Renate             | 3:1          | Siracusa           | 30 de julio | 16:00 |
| Trastevere         | 1:2          | Reggiana           | 30 de julio | 16:30 |
| Virtus Francavilla | 3:1          | Imolese            | 30 de julio | 17:00 |
| Vicenza            | 4:1          | Pro Piacenza       | 30 de julio | 18:00 |
| Piacenza           | 1:0          | Massese            | 30 de julio | 18:30 |
| Cosenza            | 2:3 (t.s.)   | Alessandria        | 30 de julio | 20:30 |
| Giana Erminio      | 1:3          | AlbinoLeffe        | 30 de julio | 20:30 |
| Gubbio             | 1:0          | Nuova Monterosi    | 30 de julio | 20:30 |
| Lecce              | 3:0          | Ciliverghe Mazzano | 30 de julio | 20:30 |
| Livorno            | 0:0 (5:4 p.) | FeralpiSalò        | 30 de julio | 20:30 |
| Matera             | 2:0          | Casertana          | 30 de julio | 20:30 |
| Padova             | 2:1 (t.s.)   | Rende              | 30 de julio | 20:30 |
| Pisa               | 3:1          | Varese             | 30 de julio | 20:30 |
| Pordenone          | 2:0          | Matelica           | 30 de julio | 20:30 |
| Sambenedettese     | 2:0 (t.s.)   | Lucchese           | 30 de julio | 20:30 |
| Trapani            | 6:0          | Paganese           | 30 de julio | 20:30 |
| Juve Stabia        | 3:1          | Bassano Virtus     | 30 de julio | 20:45 |

#### Segunda ronda
| Local          | Resultado    | Visitante          | Fecha       | Hora  |
| -------------- | ------------ | ------------------ | ----------- | ----- |
| Ascoli         | 3:2          | Juve Stabia        | 5 de agosto | 18:00 |
| Spezia         | 3:0          | Reggiana           | 5 de agosto | 18:00 |
| Empoli         | 2:2 (3:4 p.) | Renate             | 5 de agosto | 20:30 |
| Pro Vercelli   | 1:2          | Lecce              | 5 de agosto | 20:30 |
| Novara         | 1:2          | Piacenza           | 6 de agosto | 18:30 |
| Venezia        | 1:2          | Pordenone          | 6 de agosto | 18:30 |
| Cittadella     | 2:1          | AlbinoLeffe        | 6 de agosto | 20:00 |
| Avellino       | 1:0          | Matera             | 6 de agosto | 20:30 |
| Brescia        | 1:0          | Padova             | 6 de agosto | 20:30 |
| Carpi          | 4:0          | Livorno            | 6 de agosto | 20:30 |
| Palermo        | 5:0          | Virtus Francavilla | 6 de agosto | 20:30 |
| Pescara        | 5:3 (t.s.)   | Triestina          | 6 de agosto | 20:30 |
| Pisa           | 0:1          | Frosinone          | 6 de agosto | 20:30 |
| Salernitana    | 2:1          | Alessandria        | 6 de agosto | 20:30 |
| Vicenza        | 1:3          | Foggia             | 6 de agosto | 20:30 |
| Virtus Entella | 0:1          | Cremonese          | 6 de agosto | 20:30 |
| Cesena         | 2:1          | Sambenedettese     | 6 de agosto | 20:45 |
| Perugia        | 2:1          | Gubbio             | 6 de agosto | 20:45 |
| Ternana        | 0:1          | Trapani            | 6 de agosto | 20:45 |
| Bari           | 2:1          | Parma              | 6 de agosto | 21:15 |

#### Tercera ronda
| Local         | Resultado    | Visitante   | Fecha        | Hora  |
| ------------- | ------------ | ----------- | ------------ | ----- |
| Torino        | 7:1          | Trapani     | 11 de agosto | 21:15 |
| Bologna       | 0:3          | Cittadella  | 12 de agosto | 20:00 |
| Benevento     | 0:4          | Perugia     | 12 de agosto | 20:30 |
| Brescia       | 1:3          | Pescara     | 12 de agosto | 20:30 |
| Carpi         | 3:3 (4:3 p.) | Salernitana | 12 de agosto | 20:30 |
| Pordenone     | 3:2          | Lecce       | 12 de agosto | 20:30 |
| S.P.A.L.      | 1:0          | Renate      | 12 de agosto | 20:30 |
| ChievoVerona  | 2:1          | Ascoli      | 12 de agosto | 20:45 |
| Crotone       | 2:1          | Piacenza    | 12 de agosto | 20:45 |
| Sampdoria     | 3:0          | Foggia      | 12 de agosto | 20:45 |
| Sassuolo      | 2:0          | Spezia      | 12 de agosto | 20:45 |
| Udinese       | 3:2          | Frosinone   | 12 de agosto | 20:45 |
| Bari          | 2:1          | Cremonese   | 12 de agosto | 21:00 |
| Cagliari      | 1:1 (4:2 p.) | Palermo     | 12 de agosto | 21:15 |
| Genoa         | 2:1 (t.s.)   | Cesena      | 13 de agosto | 18:00 |
| Hellas Verona | 3:1          | Avellino    | 13 de agosto | 20:30 |

#### Cuarta ronda
| Local         | Resultado    | Visitante     | Fecha           | Hora  |
| ------------- | ------------ | ------------- | --------------- | ----- |
| Cagliari      | 1:2          | Pordenone     | 28 de noviembre | 15:00 |
| S.P.A.L.      | 0:2          | Cittadella    | 28 de noviembre | 18:00 |
| Sampdoria     | 4:1          | Pescara       | 28 de noviembre | 21:00 |
| Sassuolo      | 2:1          | Bari          | 29 de noviembre | 15:00 |
| Chievo Verona | 1:1 (4:5 p.) | Hellas Verona | 29 de noviembre | 18:00 |
| Torino        | 2:0          | Carpi         | 29 de noviembre | 21:00 |
| Udinese       | 8:3          | Perugia       | 30 de noviembre | 18:00 |
| Genoa         | 1:0          | Crotone       | 30 de noviembre | 21:00 |

## Fase final
|  | Octavos de final | Octavos de final |   |            | Cuartos de final | Cuartos de final |  |            | Semifinales | Semifinales | Semifinales | Semifinales |  |          | Final | Final |
|  |                  |                  |   |            |                  |                  |  |            |             |             |             |             |  |          |       |       |
|  | Juventus         | 2                |   |            |                  |                  |  |            |             |             |             |             |  |          |       |       |
|  | Genoa            | 0                |   |            |                  |                  |  |            |             |             |             |             |  |          |       |       |
|  | Genoa            | 0                |   | Juventus   | 2                |                  |  |            |             |             |             |             |  |          |       |       |
|  |                  |                  |   | Juventus   | 2                |                  |  |            |             |             |             |             |  |          |       |       |
|  |                  | Torino           | 0 |            |                  |                  |  |            |             |             |             |             |  |          |       |       |
|  | Roma             | Torino           | 0 | 1          |                  |                  |  |            |             |             |             |             |  |          |       |       |
|  | Roma             |                  |   | 1          |                  |                  |  |            |             |             |             |             |  |          |       |       |
|  | Torino           | 2                |   |            |                  |                  |  |            |             |             |             |             |  |          |       |       |
|  | Torino           | 2                |   |            |                  |                  |  | Juventus   | 1           | 1           | 2           |             |  |          |       |       |
|  |                  |                  |   |            |                  |                  |  | Juventus   | 1           | 1           | 2           |             |  |          |       |       |
|  |                  | Atalanta         | 0 | 0          | 0                |                  |  |            |             |             |             |             |  |          |       |       |
|  | Atalanta         | Atalanta         | 0 | 0          | 0                | 2                |  |            |             |             |             |             |  |          |       |       |
|  | Atalanta         |                  |   |            |                  | 2                |  |            |             |             |             |             |  |          |       |       |
|  | Sassuolo         | 1                |   |            |                  |                  |  |            |             |             |             |             |  |          |       |       |
|  | Sassuolo         | 1                |   | Atalanta   | 2                |                  |  |            |             |             |             |             |  |          |       |       |
|  |                  |                  |   | Atalanta   | 2                |                  |  |            |             |             |             |             |  |          |       |       |
|  |                  | Napoli           | 1 |            |                  |                  |  |            |             |             |             |             |  |          |       |       |
|  | Napoli           | Napoli           | 1 | 1          |                  |                  |  |            |             |             |             |             |  |          |       |       |
|  | Napoli           |                  |   | 1          |                  |                  |  |            |             |             |             |             |  |          |       |       |
|  | Udinese          | 0                |   |            |                  |                  |  |            |             |             |             |             |  |          |       |       |
|  | Udinese          | 0                |   |            |                  |                  |  |            |             |             |             |             |  | Juventus | 4     |       |
|  |                  |                  |   |            |                  |                  |  |            |             |             |             |             |  | Juventus | 4     |       |
|  |                  | Milan            | 0 |            |                  |                  |  |            |             |             |             |             |  |          |       |       |
|  | Milan            | Milan            | 0 | 3          |                  |                  |  |            |             |             |             |             |  |          |       |       |
|  | Milan            |                  |   | 3          |                  |                  |  |            |             |             |             |             |  |          |       |       |
|  | Hellas Verona    | 0                |   |            |                  |                  |  |            |             |             |             |             |  |          |       |       |
|  | Hellas Verona    | 0                |   | Milan      | 1                |                  |  |            |             |             |             |             |  |          |       |       |
|  |                  |                  |   | Milan      | 1                |                  |  |            |             |             |             |             |  |          |       |       |
|  |                  | Inter            | 0 |            |                  |                  |  |            |             |             |             |             |  |          |       |       |
|  | Inter (p.)       | Inter            | 0 | 0 (5)      |                  |                  |  |            |             |             |             |             |  |          |       |       |
|  | Inter (p.)       |                  |   | 0 (5)      |                  |                  |  |            |             |             |             |             |  |          |       |       |
|  | Pordenone        | 0 (4)            |   |            |                  |                  |  |            |             |             |             |             |  |          |       |       |
|  | Pordenone        | 0 (4)            |   |            |                  |                  |  | Milan (p.) | 0           | 0           | 0 (5)       |             |  |          |       |       |
|  |                  |                  |   |            |                  |                  |  | Milan (p.) | 0           | 0           | 0 (5)       |             |  |          |       |       |
|  |                  | Lazio            | 0 | 0          | 0 (4)            |                  |  |            |             |             |             |             |  |          |       |       |
|  | Fiorentina       | Lazio            | 0 | 0          | 0 (4)            | 3                |  |            |             |             |             |             |  |          |       |       |
|  | Fiorentina       |                  |   |            |                  | 3                |  |            |             |             |             |             |  |          |       |       |
|  | Sampdoria        | 2                |   |            |                  |                  |  |            |             |             |             |             |  |          |       |       |
|  | Sampdoria        | 2                |   | Fiorentina | 0                |                  |  |            |             |             |             |             |  |          |       |       |
|  |                  |                  |   | Fiorentina | 0                |                  |  |            |             |             |             |             |  |          |       |       |
|  |                  | Lazio            | 1 |            |                  |                  |  |            |             |             |             |             |  |          |       |       |
|  | Lazio            | Lazio            | 1 | 4          |                  |                  |  |            |             |             |             |             |  |          |       |       |
|  | Lazio            |                  |   | 4          |                  |                  |  |            |             |             |             |             |  |          |       |       |
|  | Cittadella       | 1                |   |            |                  |                  |  |            |             |             |             |             |  |          |       |       |

#### Octavos de final
| 12 de diciembre de 2017, 21:00 | Inter                                                                    | 0:0 (t. s.)(0:0 t. s.)(5:4 p.) | Pordenone                                                         | Giuseppe Meazza, Milán       |                              |
|                                |                                                                          | Reporte                        |                                                                   | Árbitro(s): Juan Luca Sacchi | Árbitro(s): Juan Luca Sacchi |
|                                |                                                                          | Tiros desde el punto penal     |                                                                   |                              |                              |
|                                | Brozović · Perišić · Škriniar · Gagliardini · Icardi · Vecino · Nagatomo |                                | Misuraca · Burrai · Magnaghi · Lulli · Stefani · Ciurria · Parodi |                              |                              |

| 13 de diciembre de 2017, 17:30 | Fiorentina                      | 3:2 (1:1) | Sampdoria                 | Artemio Franchi, Florencia |                            |
|                                | Babacar 2' · Veretout 59' , 90' | Reporte   | Barreto 39' · Ramírez 77' | Árbitro(s): Rosario Abisso | Árbitro(s): Rosario Abisso |

| 13 de diciembre de 2017, 20:45 | Milan                                  | 3:0 (2:0) | Hellas Verona | Giuseppe Meazza, Milán         |                                |
|                                | Suso 23' · Romagnoli 30' · Cutrone 55' | Reporte   |               | Árbitro(s): Claudio Gavillucci | Árbitro(s): Claudio Gavillucci |

| 14 de diciembre de 2017, 21:00 | Lazio                                             | 4:1 (3:0) | Citadella      | Olímpico de Roma, Roma       |                              |
|                                | Immobile 11', 87' · Anderson 24' · Camigliano 36' | Reporte   | Bartolomei 41' | Árbitro(s): Riccardo Pinzani | Árbitro(s): Riccardo Pinzani |

| 19 de diciembre de 2017, 21:00 | Napoli      | 1:0 (0:0) | Udinese | San Paolo, Nápoles          |                             |
|                                | Insigne 71' | Reporte   |         | Árbitro(s): Fabrizio Pasqua | Árbitro(s): Fabrizio Pasqua |

| 20 de diciembre de 2017, 15:00 | Atalanta                  | 2:1 (2:0) | Sassuolo  | Atleti Azzurri d'Italia, Bérgamo |                             |
|                                | Cornelius 16' · Tolói 33' | Reporte   | Tolói 74' | Árbitro(s): Davide Ghersini      | Árbitro(s): Davide Ghersini |

| 20 de diciembre de 2017, 17:30 | Roma       | 1:2 (0:1) | Torino                       | Olímpico de Roma, Roma          |                                 |
|                                | Schick 85' | Reporte   | De Silvestri 39' · Edera 73' | Árbitro(s): Gianpaolo Calvarese | Árbitro(s): Gianpaolo Calvarese |

| 20 de diciembre de 2017, 20:45 | Juventus                 | 2:0 (1:0) | Genoa | Allianz Stadium, Turín    |                           |
|                                | Dybala 42' · Higuaín 76' | Reporte   |       | Árbitro(s): Fabio Maresca | Árbitro(s): Fabio Maresca |

#### Cuartos de final
| 26 de diciembre de 2017, 21:00 | Lazio    | 1:0 (1:0) | Fiorentina | Olímpico de Roma, Roma                                     |                                                            |
|                                | Lulić 6' | Reporte   |            | Asistencia: 25.000 espectadores Árbitro(s): Antonio Damato | Asistencia: 25.000 espectadores Árbitro(s): Antonio Damato |

| 27 de diciembre de 2017, 20:45 | Milan        | 1:0 (0:0) (t. s.)(1:0 t. s.) | Inter | Giuseppe Meazza, Milán  |                         |
|                                | Cutrone 104' | Reporte                      |       | Árbitro(s): Marco Guida | Árbitro(s): Marco Guida |

| 2 de enero de 2018, 20:45 | Napoli      | 1:2 (0:0) | Atalanta                 | San Paolo, Nápoles           |                              |
|                           | Mertens 84' | Reporte   | Castagne 50' · Gómez 81' | Árbitro(s): Piero Giacomelli | Árbitro(s): Piero Giacomelli |

| 3 de enero de 2018, 20:45 | Juventus                  | 2:0 (1:0) | Torino | Allianz Stadium, Turín     |                            |
|                           | Costa 15' · Mandžukić 67' | Reporte   |        | Árbitro(s): Daniele Doveri | Árbitro(s): Daniele Doveri |

#### Semifinal
| 30 de enero de 2018, 20:45 | Atalanta | 0:1 (0:1) | Juventus   | Atleti Azzurri d'Italia, Bérgamo |                          |
|                            |          | Reporte   | Higuaín 3' | Árbitro(s): Paolo Valeri         | Árbitro(s): Paolo Valeri |

| 31 de enero de 2018, 20:45 | Milan | 0:0     | Lazio | Giuseppe Meazza, Milán  |                         |
|                            |       | Reporte |       | Árbitro(s): Marco Guida | Árbitro(s): Marco Guida |

| 28 de febrero de 2018, 17:30 | Juventus   | 1:0 (0:0) | Atalanta | Allianz Stadium, Turín     |                            |
|                              | Pjanić 75' | Reporte   |          | Árbitro(s): Michael Fabbri | Árbitro(s): Michael Fabbri |

| 28 de febrero de 2018, 20:45 | Lazio                                                                    | 0:0 (t. s.)(0:0 t. s.)(4:5 p.) | Milan                                                                           | Olímpico de Roma, Roma      |                             |
|                              |                                                                          | Reporte                        |                                                                                 | Árbitro(s): Gianluca Rocchi | Árbitro(s): Gianluca Rocchi |
|                              |                                                                          | Tiros desde el punto penal     |                                                                                 |                             |                             |
|                              | Immobile · Milinković-Savić · Leiva · Parolo · Anderson · Lulić · Felipe |                                | Rodríguez · Montolivo · Bonaventura · Borini · Bonucci · Çalhanoğlu · Romagnoli |                             |                             |

#### Final
| 9 de mayo de 2018, 21:00 | Juventus                                   | 4:0 (0:0) | Milan | Olímpico de Roma, Roma     |                            |
|                          | Benatia 56', 64' · Costa 61' · Kalinic 76' | Reporte   |       | Árbitro(s): Antonio Damato | Árbitro(s): Antonio Damato |

| 1          | Guardameta     | Gianluigi Buffon     |     |
| 4          | Defensa        | Mehdi Benatia        |     |
| 7          | Defensa        | Juan Cuadrado        |     |
| 15         | Defensa        | Andrea Barzagli      |     |
| 22         | Defensa        | Kwadwo Asamoah       |     |
| 5          | Centrocampista | Miralem Pjanić       | 87' |
| 6          | Centrocampista | Sami Khedira         |     |
| 14         | Centrocampista | Blaise Matuidi       |     |
| 11         | Centrocampista | Douglas Costa        | 73' |
| 10         | Delantero      | Paulo Dybala         | 83' |
| 17         | Delantero      | Mario Mandžukić      |     |
| Entrenador | Entrenador     | Massimiliano Allegri |     |

| 99         | Guardameta     | Gianluigi Donnarumma |     |
| 2          | Defensa        | Davide Calabria      |     |
| 13         | Defensa        | Alessio Romagnoli    |     |
| 19         | Defensa        | Leonardo Bonucci     |     |
| 68         | Defensa        | Ricardo Rodríguez    |     |
| 5          | Centrocampista | Giacomo Bonaventura  |     |
| 73         | Centrocampista | Manuel Locatelli     | 80' |
| 79         | Centrocampista | Franck Kessié        |     |
| 10         | Centrocampista | Hakan Çalhanoğlu     |     |
| 8          | Delantero      | Suso                 | 67' |
| 63         | Delantero      | Patrick Cutrone      | 62' |
| Entrenador | Entrenador     | Gennaro Gattuso      |     |

| 33 | Delantero      | Federico Bernardeschi | 73' |
| 9  | Delantero      | Gonzalo Higuaín       | 83' |
| 8  | Centrocampista | Claudio Marchisio     | 87' |

| 7  | Delantero      | Nikola Kalinić     | 62' |
| 11 | Delantero      | Fabio Borini       | 67' |
| 18 | Centrocampista | Riccardo Montolivo | 80' |

| Anotado           | 56' | Mehdi Benatia  | 1 – 0 |
| Anotado           | 61' | Douglas Costa  | 2 – 0 |
| Anotado           | 64' | Mehdi Benatia  | 3 – 0 |
| Anotado · Autogol | 76' | Nikola Kalinić | 4 – 0 |

| Amonestado | 62' | Douglas Costa |  |

| Amonestado | 73' | Davide Calabria |  |

| Árbitro             | Antonio Damato    |
| Árbitros asistentes | Riccardo Di Fiore |
| Árbitros asistentes | Giulio Dobosz     |
| Cuarto árbitro      | Marco Guida       |

| 1          | Guardameta     | Gianluigi Buffon     |     |
| 4          | Defensa        | Mehdi Benatia        |     |
| 7          | Defensa        | Juan Cuadrado        |     |
| 15         | Defensa        | Andrea Barzagli      |     |
| 22         | Defensa        | Kwadwo Asamoah       |     |
| 5          | Centrocampista | Miralem Pjanić       | 87' |
| 6          | Centrocampista | Sami Khedira         |     |
| 14         | Centrocampista | Blaise Matuidi       |     |
| 11         | Centrocampista | Douglas Costa        | 73' |
| 10         | Delantero      | Paulo Dybala         | 83' |
| 17         | Delantero      | Mario Mandžukić      |     |
| Entrenador | Entrenador     | Massimiliano Allegri |     |

| 99         | Guardameta     | Gianluigi Donnarumma |     |
| 2          | Defensa        | Davide Calabria      |     |
| 13         | Defensa        | Alessio Romagnoli    |     |
| 19         | Defensa        | Leonardo Bonucci     |     |
| 68         | Defensa        | Ricardo Rodríguez    |     |
| 5          | Centrocampista | Giacomo Bonaventura  |     |
| 73         | Centrocampista | Manuel Locatelli     | 80' |
| 79         | Centrocampista | Franck Kessié        |     |
| 10         | Centrocampista | Hakan Çalhanoğlu     |     |
| 8          | Delantero      | Suso                 | 67' |
| 63         | Delantero      | Patrick Cutrone      | 62' |
| Entrenador | Entrenador     | Gennaro Gattuso      |     |

| 33 | Delantero      | Federico Bernardeschi | 73' |
| 9  | Delantero      | Gonzalo Higuaín       | 83' |
| 8  | Centrocampista | Claudio Marchisio     | 87' |

| 7  | Delantero      | Nikola Kalinić     | 62' |
| 11 | Delantero      | Fabio Borini       | 67' |
| 18 | Centrocampista | Riccardo Montolivo | 80' |

| Anotado           | 56' | Mehdi Benatia  | 1 – 0 |
| Anotado           | 61' | Douglas Costa  | 2 – 0 |
| Anotado           | 64' | Mehdi Benatia  | 3 – 0 |
| Anotado · Autogol | 76' | Nikola Kalinić | 4 – 0 |

| Amonestado | 62' | Douglas Costa |  |

| Amonestado | 73' | Davide Calabria |  |

| Árbitro             | Antonio Damato    |
| Árbitros asistentes | Riccardo Di Fiore |
| Árbitros asistentes | Giulio Dobosz     |
| Cuarto árbitro      | Marco Guida       |

|            |
|            |
| Campeón    |
| Juventus   |
| 13º título |

## Estadísticas

### Goleadores
Actualizado al último partido jugado el 20 de diciembre de 2017.
| Jugador               | Equipo    | Goles |
| --------------------- | --------- | ----- |
| Matteo Di Piazza      | Lecce     | 4     |
| Maxi López            | Udinese   | 4     |
| Alberto Cerri         | Perugia   | 4     |
| Aleksandar Trajkovski | Palermo   | 3     |
| Umberto Eusepi        | Pisa      | 3     |
| Jacopo Murano         | Trapani   | 3     |
| Andrea Belotti        | Torino    | 3     |
| Salvatore Burrai      | Pordenone | 3     |
| Ferdinando del Sole   | Pescara   | 3     |
| David Kownacki        | Sampdoria | 3     |
| Andrea Favilli        | Ascoli    | 3     |